# Ору (Ляене-Ніґула)
О́ру (ест. Oru küla) — село в Естонії, у волості Ляене-Ніґула повіту Ляенемаа.

## Назва
- Ору (ест. Oru vald) — сучасна естонська назва.
- Орренгоф (нім. Orrenhof) — історична німецька назва.

## Географія
На півдні населений пункт межує з селом Ліннамяе.
Від села починаються автошляхи 16102 (Ору — Таґавере) та 16134 (Ору — Соолу — Ялуксе).

## Історія
До 27 жовтня 2013 року село входило до складу волості Ору.

## Населення
Чисельність населення на 31 грудня 2011 року становила 47 осіб.

## Пам'ятки
- Жертовний камінь Ліннамяе (Linnamäe ohvrikivi)